# Kafrinna
Kafrinna (arab. كفرنه) – wieś w Syrii, w muhafazie Idlib. W 2004 roku liczyła 266 mieszkańców.